# 상동 염색체
상동 염색체(相同染色體, homologous chromosomes)는 세포의 핵 내에 존재하는, 모양과 크기가 같은 한 쌍의 염색체를 의미한다. 두 염색체의 같은 위치에는 같은 형질에 관한 유전자가 존재하며, 이 관계를 대립 유전자라 한다. 감수 1분열 전기에 서로 접합하여 2가 염색체를 형성한다.

## 같이 보기
- 멘델의 유전법칙
- 발생생물학
- 유전